# Дзаннони, Антонио
Антонио Дзаннони (итал. Antonio Zannoni; 29 декабря 1833, Фаэнца, Эмилия-Романья — 17 августа 1910, Черетоло, Казалеккьо-ди-Рено) — итальянский инженер, архитектор, археолог.

## Биография
Антонио Дзаннони в 1859 году окончил Римский университет, где изучал философию и математику.
В 1861 году Дзаннони начал работать в департаменте общественных работ городского совета Болоньи, где ему также поручили заведование вопросами архитектуры. В 1863 году занялся городским водопроводом, а также курировал строительство дорогого жилья, и в конечном итоге в те же 1860-е годы занялся общими вопросами градостроительства.
Участвовал в исследовании археологического наследия Болоньи, сыграв видную роль в изучении эпохи Вилланова и этрусского периода её истории. Основные труды Дзаннони в этой области: Gli scavi della Certosa di Bologna (1876), La fonderia di Bologna (1888), Arcaiche abitazioni di Bologna (1893).
В 1883 году начал преподавать архитектуру в инженерной школе в Болонье. В 1892 году назначен экстраординарным профессором архитектуры, а в 1899 году — ординарным профессором. С 1890 по 1895 год являлся членом коммунального совета Болоньи, с 1904 по 1908 год — Фаэнцы, также входил в провинциальный совет Равенны. Умер 17 августа 1910 года в Черетоло (фракция коммуны Казалеккьо-ди-Рено), близ Болоньи.